# نظرية الأعداد الاحتمالية
في الرياضيات، نظرية الأعداد الاحتمالية (بالإنجليزية : Probabilistic number theory) هي فرع من نظرية الأعداد، والتي تستخدم الاحتمال للإجابة على أسئلة حول الأعداد الصحيحة والدوال ذات القيمة الصحيحة . إحدى الأفكار الأساسية الكامنة ورائها هي أن الأعداد الأولية، بطريقة ما، تشبه المتغيرات العشوائية المستقلة. ومع ذلك، فهذا ليس وصفا صارم.
مؤسسو نظرية الأعداد الاحتمالية هم بول إيردوس وأوريل وينتنر ومارك كاك، قاموا بتأسيسها خلال ثلاثينيات القرن الماضي، في غضون فترة مثمرة من النتائج في نظرية الأعداد التحليلية. وتشمل هذه النتائج نظرية إيردوس وينتنر ومبرهنة إيردوس-كاك على الدوال الجمعية.

## قراءات متقدمة
- Kubilius، J. (1964) [1962]. Probabilistic methods in the theory of numbers. Translations of mathematical monographs. Providence, RI: جمعية الرياضيات الأمريكية. ج. 11. ISBN:0-8218-1561-X. Zbl:0133.30203.